# Spiro Agnew
Spiro Theodore Agnew, född 9 november 1918 i Baltimore i Maryland, död 17 september 1996 i Berlin i Maryland, var en amerikansk politiker (republikan). Han var guvernör i Maryland 1967–1969 och vicepresident under Richard Nixon 1969–1973.
Agnew är den ende grek-amerikan som varit vicepresident. År 1972 framkom fakta som visade att han tagit emot mutor under sin tid som guvernör. Agnew var även involverad i Watergateaffären och avgick som vicepresident den 10 oktober 1973, tio månader innan Nixon själv tvingades avgå inför hotet om riksrätt.
Nixon blev efter Agnews avgång den förste amerikanske presidenten som använde det 25:e författningstillägget, enligt vilket en vicepresident kan ersättas om denne dör eller avgår under en mandatperiod. Nixon valde, efter påtryckningar från kongressen, att nominera den republikanske gruppledaren i representanthuset, Gerald Ford, som vicepresident. Kongressen godkände nomineringen av Ford.